# Villa Devoto
Pour les articles homonymes, voir Devoto.

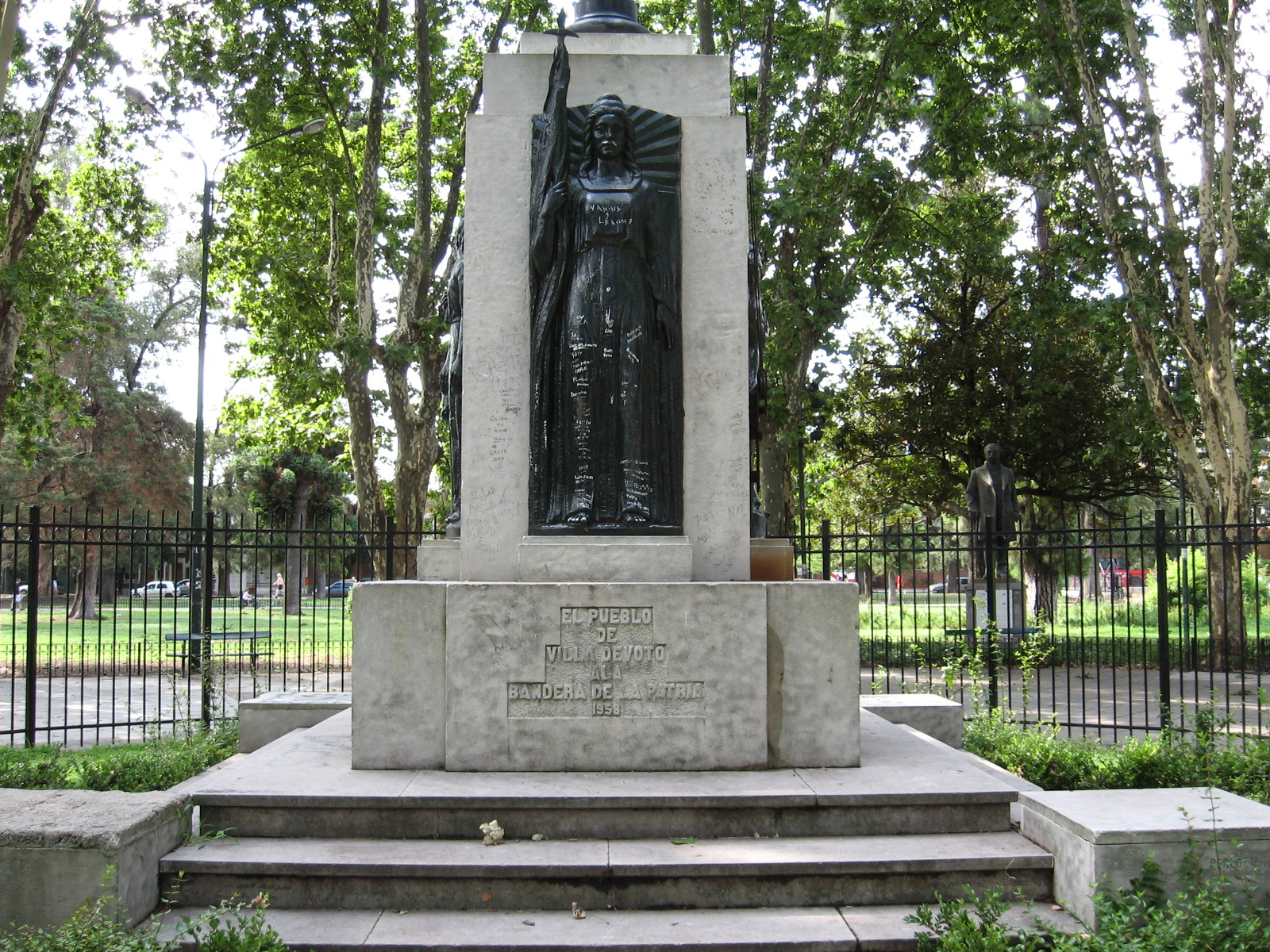
Statue centrale de la Plaza Arenales.

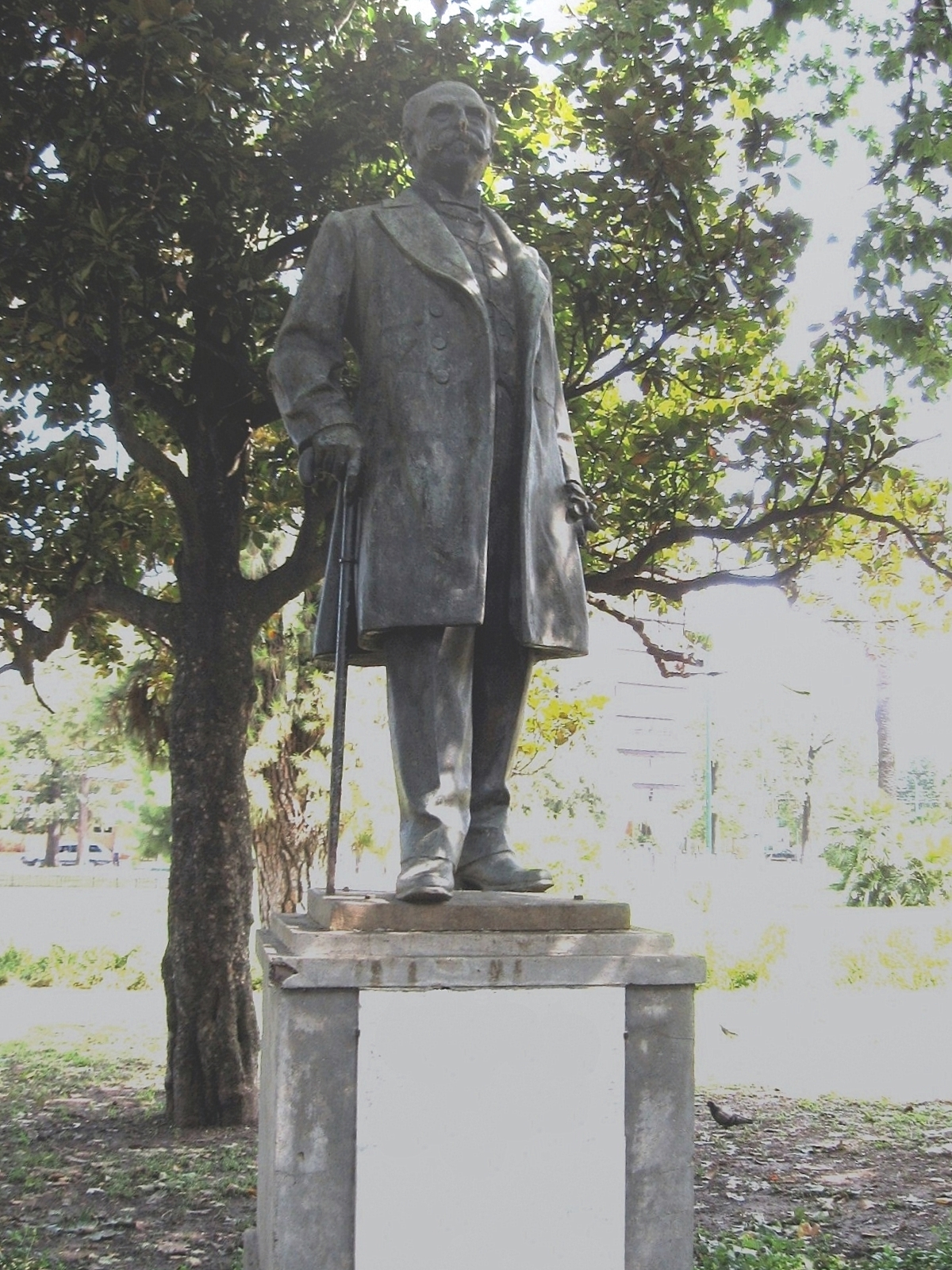
Statue d'Antonio Devoto, sur la Plaza Arenales.

Villa Devoto est un quartier (ou barrio) de la ville de Buenos Aires, capitale de 
l'Argentine. 
Il est situé à l'ouest de la ville, en bordure de l'Avenida General Paz. C'est un quartier résidentiel, fondé par l'italien Antonio Devoto qui fut propriétaire de ces terres au début du XXe siècle, et possédait une des fortunes les plus grandes du pays et de toute l'Amérique du Sud. 

Le quartier est considéré comme le « jardin de la ville », et compte plus d'arbres que n'importe quel autre barrio de la cité. Le trafic automobile y est réduit. Ses maisons sont grandes et possèdent de vastes jardins. Il n'y a pas d'édifices de grande taille. C'est là que se situe le point culminant de la cité, lequel s'élève à la même hauteur que le sommet du Palais du Congrès argentin.
Le quartier de Villa Devoto est compris entre les barrios de Villa Pueyrredón au nord, Agronomía et Villa del Parque à l'est, Monte Castro et Villa Real au sud, et avec les localités de Villa Raffo, Sáenz Peña, Villa Lynch et San Martín à l'ouest (partido General San Martín de la province de Buenos Aires).

## Quelques chiffres
- Population : 71.013 habitants.
- Superficie : 6,6 km2
- Densité : 10.759 hab / km2

## Personnalités liées
- Charlie 3, groupe de rock argentin en est originaire